# Indywidualne Mistrzostwa Świata w Ice Speedwayu 1974
Indywidualne Mistrzostwa Świata w ice speedwayu 1974 – cykl zawodów motocyklowych na lodzie, mający na celu wyłonienie medalistów indywidualnych mistrzostw świata w sezonie 1974. Tytuł wywalczył Milan Špinka ze Czechosłowacji.

## Historia i zasady
Po raz ostatni rozegrano finał w formie turnieju jednodniowego. Zawody które odbyły się w szwedzkim Nässjö poprzedziły 3 rundy kwalifikacyjne rozegrane w holenderskim Assen radzieckiej Ufie i zachodnioniemieckim Inzell, awans do finału uzyskało po 5 najlepszych zawodników, jednak nie więcej niż 3 z jednego państwa w poszczególnej rundzie.
Runda kwalifikacyjna w Assen (2 - 3 lutego)
W zawodach rozegranych na sztucznie mrożonym torze łyżwiarskim IJsstadion Drenthe najlepszym okazał się reprezentant ZSRR Boris Samorodow, który uzyskał 27 punktów. Był to dla niego pierwszy występ w sezonie po odniesionej na grudniowym zgrupowaniu kontuzji. Drugi stopień podium zajął jego rodak Władimir Koczetow, trzecie miejsce zajął zawodnik z Czechosłowacji, Stanislav Kubíček. Drugi dzień zawodów obserwowało 18 000 widzów.
Runda kwalifikacyjna w Ufie (16 - 17 lutego)
Zawody w Ufie wygrał Gabdrachman Kadyrow, przed Szwedem Hansem Johanssonem i kolejnym reprezentantem Związku Radzieckiego, Anatolijem Suchowem. Nieobecnych zawodników angielskich zastąpili rezerwowi Aleksandr Iwczenko i Jurij Dubinin.
Runda kwalifikacyjna w Inzell (2 - 3 marca)
Całe podium zawodów na Eisstadion Inzell zajęli reprezentanci Związku Radzieckiego, wygrał Siergiej Tarabańko, przed Władimirem Cybrowem i Władimirem Czapało.
Finał (10 marca)
Zawody rozegrane na Nässjö Motorstadion przyciągnęły na trybuny 5000 widzów. Przygotowany tor był kombinowany, jego łuki były sztucznie mrożone, proste na naturalnym lodzie. W miejscach styku obu nawierzchni utworzyły się progi, które były przyczyną kilku upadków, m.in. Borisa Samorodowa. W słonecznej pogodzie finał rozpoczął się po godzinie 13. Już w pierwszej serii startów Špinka pokonał trzech rywali z ZSRR, Suchowa, Cybrowa i Koczetowa, w drugiej i trzeciej rozprawił się z Kadyrowem i Tarabańko. Po czterech seriach jako jedyny miał na swoim koncie komplet 12 punktów, podczas gdy Cybrow miał ich 11, a Kadyrow i Tarabańko po 10. W ostatniej serii startów, w biegu 18. Cybrow wygrał prowadząc od startu do mety, w kolejnej odsłonie Kadryrow zapewnił sobie zwycięstwo nad Tarabańko, który zanotował upadek. W 20. biegu z udziałem  wszyscy zawodnicy weszli w pierwszy łuk jednocześnie, jednak Špinka wyszedł na prowadzenie, będąc kryty przed Bo Kindgrenem przez swojego rodaka, Aleša Drymla. Mimo iż Kindgren przedostał się na drugą pozycję nie był w stanie zagrozić Špince, który wygrał piąty z kolei bieg i z kompletem punktów został mistrzem świata.

## Terminarz
| Etap                      | Data           | Stadion            | Miasto | Zwycięzca           |
| ------------------------- | -------------- | ------------------ | ------ | ------------------- |
| Runda kwalifikacyjna nr 1 | 2 - 3 lutego   | IJsstadion Drenthe | Assen  | Boris Samorodow     |
| Runda kwalifikacyjna nr 2 | 16 - 17 lutego | Stroitiel          | Ufa    | Gabdrachman Kadyrow |
| Runda kwalifikacyjna nr 3 | 2 - 3 marca    | Eisstadion         | Inzell | Siergiej Tarabańko  |
| Finał                     | 10 marca       | Motorstadion       | Nässjö | Milan Špinka        |

## Wyniki eliminacji

### Runda kwalifikacyjna – Assen
| Poz | Zawodnik              | Punkty |
| --- | --------------------- | ------ |
| 1   | Boris Samorodow       | 27     |
| 2   | Władimir Koczetow     | 25     |
| 3   | Stanislav Kubíček     | 23     |
| 4   | Zdeněk Kudrna         | 21     |
| 5   | Bo Kindgren           | 20     |
| 6   | Albert Stickl         | 18     |
| 7   | Roelof Thijs          | 17     |
| 8   | Aleksandr Szczerbakow | 16     |
| 9   | Bertil Dedering       | 16     |
| 10  | Rauli Mäkinen         | 14     |
| 11  | Jürgen Steffen        | 10     |
| 12  | Jan Holm Nielsen      | 8      |
| 13  | Joe Hughes            | 7      |
| 14  | Preben Pedersen       | 6      |
| 15  | Richard Greer         | 5      |
| 16  | Harri Paranko         | 4      |

### Runda kwalifikacyjna – Ufa
| Poz  | Zawodnik               | Punkty |
| ---- | ---------------------- | ------ |
| 1    | Gabdrachman Kadyrow    | 28     |
| 2    | Hans Johansson         | 24½    |
| 3    | Anatolij Suchow        | 24     |
| 4    | Milan Špinka           | 21     |
| 5    | Jan Verner             | 19     |
| 6    | Jiří Jirout            | 17     |
| 7    | Tommy Johansson        | 13     |
| 8    | Börje Sjöbom           | 13     |
| 9    | Petyr Petkow           | 10     |
| 10   | Angeł Jewtimow         | 6      |
| 11   | Nikołaj Kożniew        | 5      |
| 12   | Timo Sinkkonen         | 5      |
| 13   | Damdinszaraw Daszdordż | 3      |
| 14   | Kalevi Nieminen        | 2      |
| 15   | ?                      | ns     |
| 16   | ?                      | ns     |
| Rez. | Jurij Dubinin          | b.d.   |
| Rez. | Aleksandr Iwczenko     | b.d.   |

### Runda kwalifikacyjna – Inzell
| Poz | Zawodnik           | Punkty |
| --- | ------------------ | ------ |
| 1   | Siergiej Tarabańko | 29     |
| 2   | Władimir Cybrow    | 26     |
| 3   | Władimir Czapało   | 24     |
| 4   | Miloslav Verner    | 22     |
| 5   | Aleš Dryml         | 19     |
| 6   | Treumund Strobl    | 18     |
| 7   | Rainer Scherzel    | 15     |
| 8   | Kurt Westlund      | 15     |
| 9   | Josef Angermüller  | 15     |
| 10  | Antonín Šváb       | 15     |
| 11  | Friedrich Wurz     | 9      |
| 12  | Sture Lindblom     | 9      |
| 13  | Otto Weiss         | 8      |
| 14  | Göran Öhlander     | 5      |
| 15  | Bruce Cribb        | 3      |
| 16  | Otto Barth         | 1      |

## Finał

### Zakwalifikowani zawodnicy
Z każdej z rund kwalifikacyjnych awansowało po 5 zawodników, jednak nie więcej niż 2 z danego państwa. Zawodnikiem z dziką kartą organizatora został Hans Decker, rolę rezerwowego pełnił Lars Dahlin.
| Boris Samorodow – zwycięzca w Assen Władimir Koczetow – 2. miejsce w Assen Stanislav Kubíček – 3. miejsce w Assen Zdeněk Kudrna – 4. miejsce w Assen Bo Kindgren – 5. miejsce w Assen Hans Decker – dzika karta organizatora | Gabdrachman Kadyrow – zwycięzca w Ufie Hans Johansson – 2. miejsce w Ufie Anatolij Suchow – 3. miejsce w Ufie Milan Špinka – 4. miejsce w Ufie Jan Verner – 5. miejsce w Ufie Lars Dahlin – zawodnik rezerwowy | Siergiej Tarabańko – zwycięzca w Inzell Władimir Cybrow – 2. miejsce w Inzell Miloslav Verner – 4. miejsce w Inzell Aleš Dryml – 5. miejsce w Inzell Treumund Strobl – 6. miejsce w Inzell |

| Poz  | Zawodnik            | Punkty |
| ---- | ------------------- | ------ |
| 1    | Milan Špinka        | 15     |
| 2    | Władimir Cybrow     | 14     |
| 3    | Gabdrachman Kadyrow | 13     |
| 4    | Siergiej Tarabańko  | 10     |
| 5    | Boris Samorodow     | 10     |
| 6    | Bo Kindgren         | 10     |
| 7    | Hans Johansson      | 8      |
| 8    | Miloslav Verner     | 8      |
| 9    | Hans Decker         | 6      |
| 10   | Władimir Koczetow   | 6      |
| 11   | Stanislav Kubíček   | 5      |
| 12   | Anatolij Suchow     | 5      |
| 13   | Zdeněk Kudrna       | 4      |
| 14   | Jan Verner          | 3      |
| 15   | Treumund Strobl     | 3      |
| 16   | Aleš Dryml          | 0      |
| Rez. | Lars Dahlin         | 0      |